# Sistema de Actuación por Cooperación
Sistema de Actuación por Cooperación (SAC). En México, es el instrumento que tiene por objeto la gestión y ejecución de proyectos de mejoramiento urbano en polígonos de actuación por los propietarios de los predios comprendidos en su perímetro respaldado por la Secretaría de Desarrollo Urbano y Vivienda del Distrito Federal (SEDUVI). Dentro del SAC se ejecutan obras y proyectos para el beneficio directo del entorno urbano. Se encarga de políticas urbanas con sustentabilidad en relación con los convenios de concentración con otras dependencias de la administración local y los propietarios de los inmuebles.
Su principal objetivo es el mejoramiento y consolidación de las zonas, mediante la promoción, el apoyo de infraestructura y equipamiento. Así, como el desarrollo de los servicios públicos, vivienda, comercio, recreación, y turismo, a través de la creación de nuevos espacios. 
Se interesa en las mejoras de las condiciones, funciones y por el desarrollo de la Ciudad de México.  En él, están involucradas dependencias del gobierno capitalino (sector público) y sector privado que en conjunto trabajan para dicho desarrollo urbano. 
Dentro del Sistema de Actuación por Cooperación es importante que se definan las aportaciones de los recursos por parte de los participantes. Además, se establecen instrumentos y mecanismos que garanticen la claridad y transparencia de los bienes,  así como los recursos aportados al sistema. 
Existe en el sistema una inmersión de los terrenos para los polígonos de actuación en el que se potencializa el desarrollo de un mismo polígono. El sistema no exime a los particulares de realizar los trámites pertinentes para la obtención de las licencias, permisos ni autorizaciones de obras y proyectos. Tal como lo estipula el Reglamento de la Ley de Desarrollo Urbano. 
“Los sistemas de actuación tienen por objeto articular la acción de los sectores públicos, social y privado para la realización de proyectos urbanos y obras, los cuales pueden ser privados, sociales y por cooperación y susceptibles de llevar a cabo en un ámbito de aplicación o en un polígono de actuación, tal como lo disponen los artículos 63 de la Ley de Desarrollo Urbano del Distrito Federal y 114 de su Reglamento.”  
Publicado en la Gaceta Oficial del Distrito Federal el 9 de julio de 2010
En la Ley de Desarrollo Urbano del Distrito Federal, Título Quinto de la Ejecución de los Instrumentos de Planeación, Artículo 78, se establece que: “para la aplicación de los programas, se podrán adoptar Sistemas de Actuación Social, Privada o por Cooperación en polígonos de actuación, los que serán autorizados por la secretaría, la que coordinará y establecerá las formas de cooperación para la concertación de acciones.”
El 9 de julio de 2010 en la publicación de la Gaceta Oficial del Distrito Federal se autoriza la participación de la Secretaría de Desarrollo Urbano y Vivienda en el Sistema de Actuación por Cooperación. Revisa aquí la publicación oficial

## Procedimiento y condiciones del SAC

### Condiciones
El artículo 118 del Reglamento de la Ley de Desarrollo Urbano del Distrito Federal  dispone que en todo sistema de actuación por cooperación, debe observarse lo siguiente:
I. Lograr un beneficio para el desarrollo urbano del Distrito Federal;
II. Establecer instrumentos y mecanismos para garantizar la claridad y transparencia en el manejo de los bienes y recursos aportados;
III. En los casos en que la aportación de la Administración establezca una permuta de un bien inmueble propio, acatar lo dispuesto en la normativa aplicable al patrimonio del Gobierno del Distrito Federal;
IV. La dirección y la rectoría estarán a cargo de la Administración Pública;
V. Los particulares realizarán los trámites para obtener las licencias, permisos y autorizaciones correspondientes a las obras y proyectos, conforme al marco jurídico vigente;
VI. La Administración Pública brindará las facilidades administrativas para la tramitación de licencias, permisos y autorizaciones, de los particulares participantes;
VII. Los bienes, proyectos y obras aportados por los particulares, deben cumplir con las especificaciones técnicas y de calidad, conforme al marco jurídico vigente.
El Jefe de Gobierno deberá autorizar los compromisos que asuma la Administración Pública.

### Procedimiento
El artículo 119 del Reglamento de la Ley de Desarrollo Urbano del Distrito Federal  dispone que el sistema de actuación por cooperación, debe sujetarse al siguiente procedimiento:
I. Los particulares participantes deben presentar a la Secretaría una solicitud que contenga los siguientes datos y documentos:
a) La manifestación de voluntad para constituir el sistema de actuación por cooperación, justificando su viabilidad en función de las necesidades, recursos financieros y demás circunstancias que concurran, así como los beneficios al desarrollo urbano del Distrito Federal;
b) La descripción de los proyectos y obras;
c) La descripción de los bienes o recursos que aportan en el sistema de actuación por cooperación; y
d) La aportación de la Administración, en su caso.
II. Emisión del acuerdo por parte de la Secretaria para la constitución del sistema de actuación por cooperación, mediante el cual se establezcan las bases y criterios para la organización y funcionamiento del mismo;
III. Formalización de los instrumentos jurídicos, técnicos y financieros necesarios para alcanzar los objetivos propuestos. Los cuales pueden ser:
a) Convenio de concertación;
b) Contrato de fideicomiso privado;
IV. Inscripción en el Registro del acuerdo por el que se aprueba el sistema de actuación por cooperación, incluyendo los instrumentos utilizados tales como convenios, sus modificaciones, contrato de fideicomiso, avalúos, permutas, donaciones o aportaciones; y
V. Establecimiento de un comité técnico como órgano de apoyo para la coordinación, instrumentación, administración y ejecución de las obras y proyectos.